# Bladon
Bladon è un villaggio e parrocchia civile dell'Inghilterra, appartenente alla contea dell'Oxfordshire.
Il cimitero della parrocchia custodisce la tomba della famiglia Spencer-Churchill.